# Cockney's Distillery
Cockney's Distillery is een voormalige Belgische stokerij die in 1838 werd opgericht door een uitgeweken Londenaar in de Lange Violettestraat 32 te Gent. 

## Geschiedenis

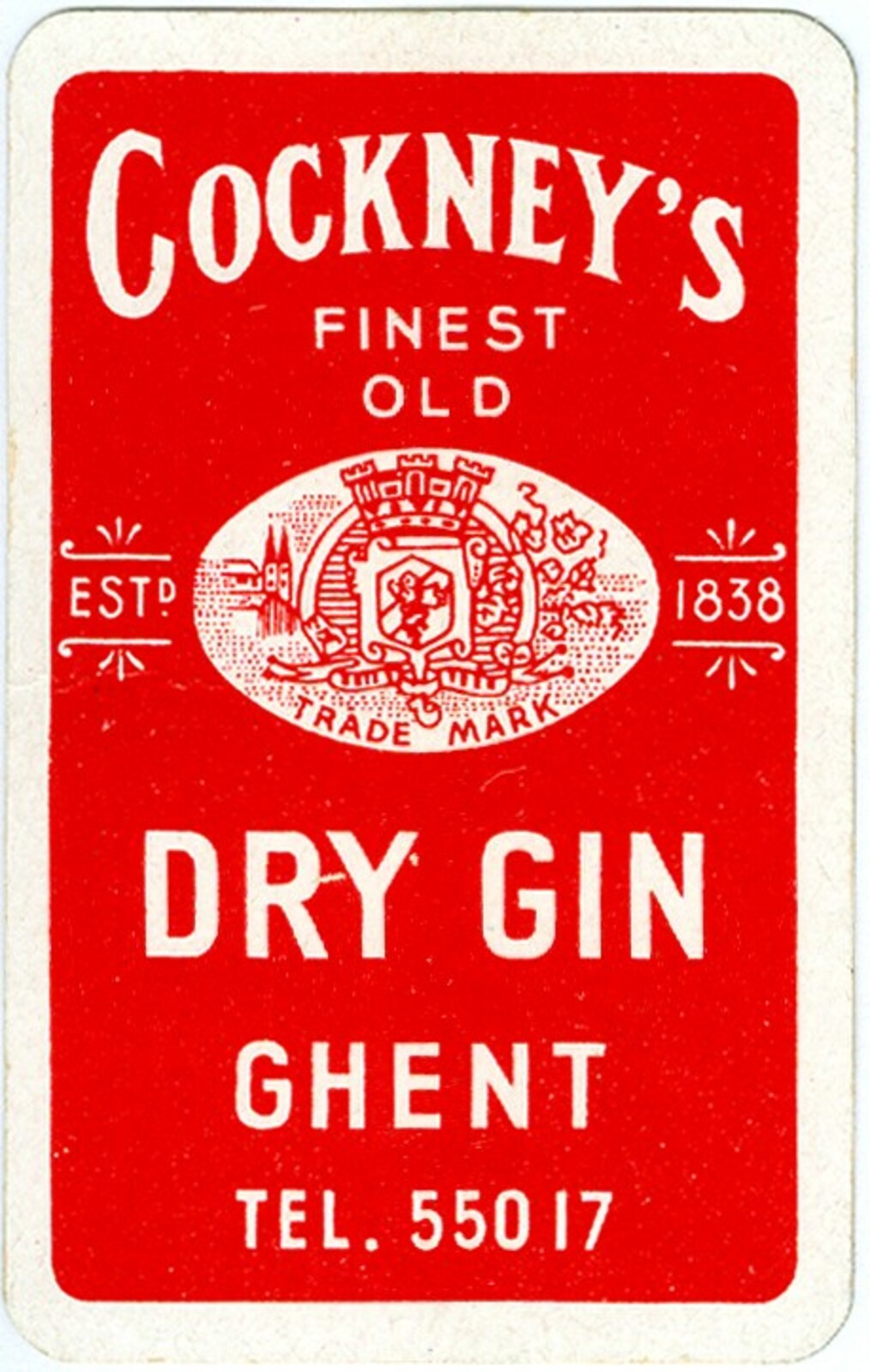
Speelkaart 'Cockney's Dry Gin' voor Cockney's Distillery te Gent

Een Londenaar richtte in 1838 de stokerij Cockney's Distillery op en stookte toen voor het eerst zijn eigen gin. Aan de gevel van de oorspronkelijke stokerij in de Lange Violettestraat hangt nog altijd 'Cockney's Distillery', dat verwijst naar de Engelse oorsprong.
Na terugkeer van de Brit naar Engeland werd de stokerij overgenomen door Jules De Brabandere, die zich vanaf de jaren 1920 meer toelegde op het organiseren van bokswedstrijden waarna drie generaties van de familie Hoste de gin maakten. Na 1940 ontwikkelde zich het merk verder onder leiding van de familie Hoste. Er werd in die tijd geen alcohol meer gestookt, maar enkel alcohol vermengd. De winkel aan de Lange Violettestraat verhuisde naar de Drongensesteenweg. In 2002 volgde een verhuis naar de Industrieweg. 
Vervolgens werd Cockney's Gin door de stokerij Van der Schueren in Aalst overgenomen. Vanaf 1989 werd het ginmerk er verder ontwikkeld onder leiding van Luc Waterschoot.
De originele gin bestond uit drie kruiden. Het oud recept werd in 2013 bijgestuurd en de fles kreeg een nieuwe vorm. Ze voegden 15 extra kruiden toe en behielden het alcoholpercentage op 44,2%.
In 2016 behaalde Cockney's gin de onderscheiding The grand gold medal in de Mexicaanse Tequila City op de Spirits Selection 2016 van de Concours Mondial van Brussel. Het was de eerste keer dat een Belgische gin met deze hoogst mogelijke onderscheiding behaalde.